# Gran Premi de França del 1964
Resultats del Gran Premi de França de Fórmula 1 de la temporada 1964, disputat al circuit de Rouen-Les-Essarts el 28 de juny del 1964.

## Resultats
| Pos | No | Pilot               | Equip            | Voltes | Temps/ Retirada | Pos. de sortida | Punts |
| --- | -- | ------------------- | ---------------- | ------ | --------------- | --------------- | ----- |
| 1   | 22 | Dan Gurney          | Brabham - Climax | 57     | 2h 07' 49. 1    | 2               | 9     |
| 2   | 8  | Graham Hill         | BRM              | 57     | + 24.1 s        | 6               | 6     |
| 3   | 20 | Jack Brabham        | Brabham - Climax | 57     | + 24.9 s        | 5               | 4     |
| 4   | 4  | Peter Arundell      | Lotus - Climax   | 57     | + 1' 10.6 min.  | 4               | 3     |
| 5   | 10 | Richie Ginther      | BRM              | 57     | + 2' 12.1 min.  | 9               | 2     |
| 6   | 12 | Bruce McLaren       | Cooper - Climax  | 56     | + 1 Volta       | 7               | 1     |
| 7   | 14 | Phil Hill           | Cooper - Climax  | 56     | + 1 Volta       | 10              |       |
| 8   | 36 | Mike Hailwood       | Lotus - BRM      | 56     | + 1 Volta       | 13              |       |
| 9   | 26 | Lorenzo Bandini     | Ferrari          | 55     | + 2 Voltes      | 8               |       |
| 10  | 34 | Chris Amon          | Lotus - BRM      | 53     | + 4 Voltes      | 14              |       |
| 11  | 28 | Maurice Trintignant | BRM              | 52     | + 5 Voltes      | 16              |       |
| 12  | 32 | Bob Anderson        | Brabham - Climax | 50     | + 7 Voltes      | 15              |       |
| Ret | 16 | Innes Ireland       | BRP - BRM        | 32     | Accident        | 11              |       |
| Ret | 2  | Jim Clark           | Lotus - Climax   | 31     | Motor           | 1               |       |
| Ret | 24 | John Surtees        | Ferrari          | 6      | Motor           | 3               |       |
| Ret | 18 | Trevor Taylor       | BRP - BRM        | 6      | Accident        | 12              |       |
| Ret | 30 | Jo Siffert          | Brabham-BRM      | 4      | Embragatge      | 17              |       |

## Altres
- Pole: Jim Clark 2' 09. 6

- Volta ràpida: Jack Brabham 2' 11. 4 (a la volta 44)